# Nanochromis minor
Nanochromis minor és una espècie de peix de la família dels cíclids i de l'ordre dels perciformes que es troba a Àfrica, al riu Congo.
Els mascles poden assolir els 2,4 cm de longitud total.